# Maurizio Bobbato
Maurizio Bobbato (Italia, 17 de febrero de 1979) es un atleta italiano especializado en la prueba de 800 m, en la que consiguió ser medallista de bronce europeo en pista cubierta en 2007.

## Carrera deportiva
En el Campeonato Europeo de Atletismo en Pista Cubierta de 2007 ganó la medalla de bronce en los 800 metros, con un tiempo de 1:48.71 segundos que fue su mejor marca personal, tras el neerlandés Arnoud Okken y el español Miguel Quesada (plata).